# فيرخني تاغيل
فيرخني تاغيل أو تاغيل العليا (بالروسية: Верхний Тагил) هي إحدى مدن روسيا في الكيان الفدرالي الروسي أوبلاست سفردلوسك.